# Ланварио (Бјела)
Ланварио је насеље у Италији у округу Бијела, региону Пијемонт.
Према процени из 2011. у насељу је живело 323 становника. Насеље се налази на надморској висини од 490 м.